# Abscam
Abscam (a veces escrito ABSCAM) fue una operación encubierta del FBI a fines de la década de 1970 y principios de la de 1980 que condujo a la condena de siete miembros del Congreso de los Estados Unidos, entre otros. La investigación de dos años inicialmente se enfocó en el tráfico de propiedad robada y la corrupción de empresarios prominentes, pero luego se convirtió en una investigación de corrupción pública. El Departamento de Justicia y un estafador convicto, Mel Weinberg, ayudaron al FBI a grabar en vídeo a políticos que aceptaban sobornos de una empresa árabe ficticia a cambio de varios favores políticos.

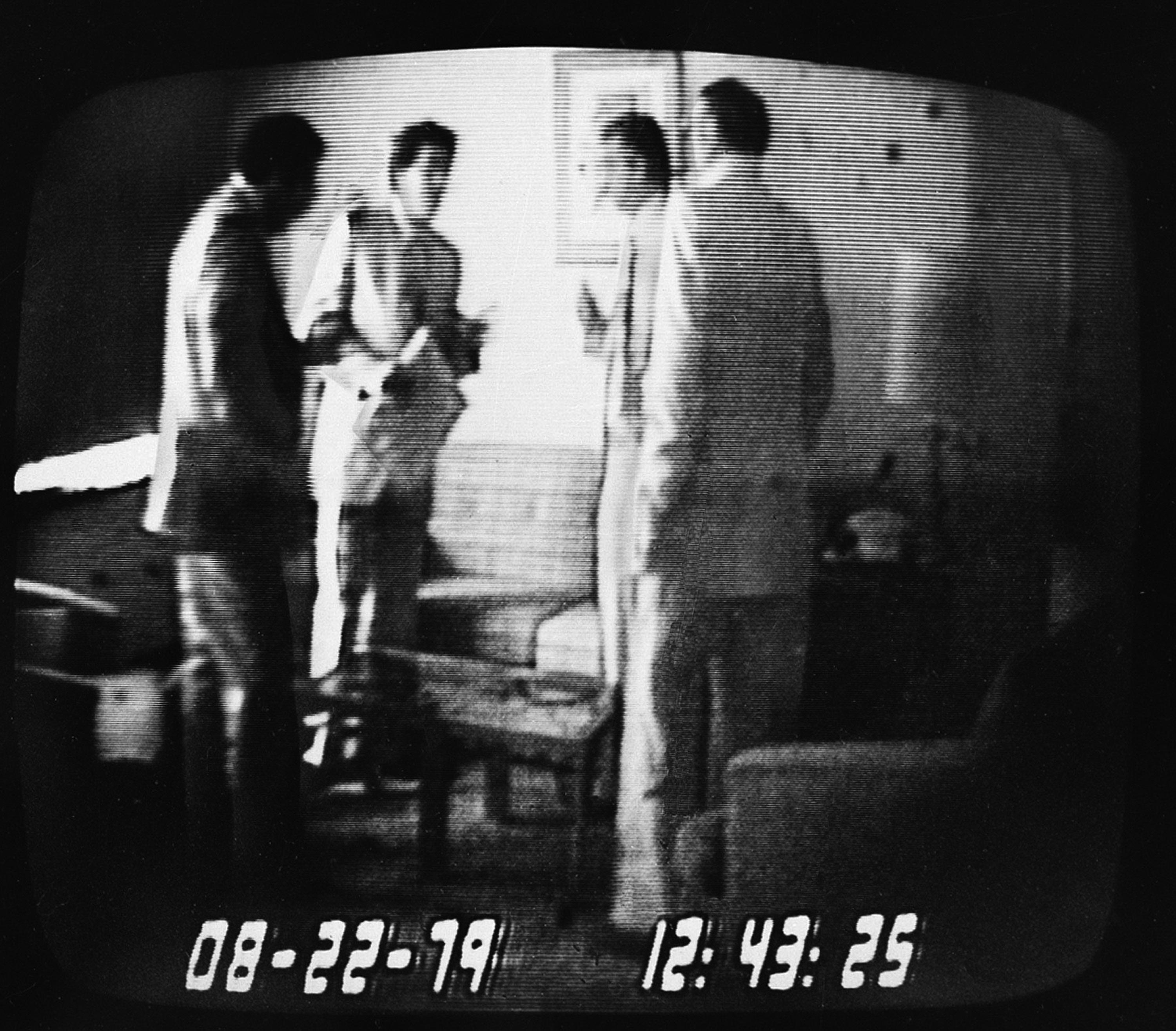
El representante estadounidense Michael Myers, segundo desde la izquierda, sostiene un sobre que contiene 50.000 dólares que acaba de recibir de agentes encubiertos del FBI.

Más de 30 figuras políticas estuvieron investigadas, y seis miembros de la Cámara de Representantes y un senador estuvieron condenados. También fueron condenados un miembro del Senado del Estado de Nueva Jersey, miembros del Concejo Municipal de Filadelfia, el alcalde de Camden, Nueva Jersey y un inspector del Servicio de Inmigración y Naturalización de los Estados Unidos. La operación fue dirigida desde la oficina del FBI en Hauppauge, Nueva York y estuvo bajo la supervisión del subdirector Neil J. Welch, quien encabezó la división de la oficina en Nueva York, y Thomas P. Puccio, jefe de la Fuerza de Ataque contra el Crimen Organizado del Departamento de Justicia para el Distrito Este de Nueva York.
"Abscam" era el nombre en clave del FBI para la operación, que las autoridades policiales dijeron que era una contracción de la "Arab scam". El Comité de Relaciones Árabe-Estadounidense presentó quejas, por lo que los funcionarios revisaron la contracción a "Estafa de Abdul" derivado del nombre de su empresa ficticia.

## Operación
En marzo de 1978, John F. Good, de la oficina del FBI en los suburbios de Long Island, creó y supervisó una operación encubierta llamada "Abscam", que inicialmente tenía como objetivo investigar la falsificación y el robo de obras de arte. El FBI empleó a Melvin Weinberg, un estafador convicto, estafador e informante internacional, y su novia, Evelyn Knight, para ayudar a planificar y llevar a cabo la operación. En ese momento enfrentaban una sentencia de prisión y, a cambio de su ayuda, el FBI acordó dejarlos salir en libertad condicional. Weinberg, supervisado por el FBI, creó una empresa falsa llamada Abdul Enterprises en la que los empleados del FBI se hicieron pasar por jeques árabes ficticios dirigidos por los propietarios Kambir Abdul Rahman y Yassir Habib, que tenían millones de dólares para invertir en Estados Unidos.
Cuando un falsificador que estaba siendo investigado sugirió a los jeques que invirtieran en casinos en Nueva Jersey y que se podía obtener una licencia por un precio, la operación de Abscam fue reorientada hacia la corrupción política. Cada congresista que fuera abordado recibiría una gran suma de dinero a cambio de "facturas de inmigración privadas" para permitir la entrada al país de extranjeros asociados con Abdul Enterprises y permisos de construcción y licencias para casinos en Atlantic City, entre otros acuerdos de inversión. Entre los proyectos de casino involucrados se encuentran el Ritz-Carlton Atlantic City, el Dunes Hotel and Casino (Atlantic City), el Penthouse Boardwalk Hotel and Casino y el casino ficticio del jeque. La primera figura política atrapada en el plan de inversión falso fue el alcalde de Camden, Angelo Errichetti. A cambio de comisiones monetarias, Errichetti les dijo a los representantes de los jeques "Les daré Atlantic City". Errichetti ayudó a reclutar a varios funcionarios gubernamentales y congresistas de los Estados Unidos que estaban dispuestos a otorgar favores políticos a cambio de sobornos monetarios (originalmente $ 100,000 pero luego reducidos a $ 50,000).
El FBI registró cada uno de los intercambios de dinero y, por primera vez en la historia de Estados Unidos, grabó subrepticiamente en video a funcionarios gubernamentales que aceptaban sobornos. Los lugares de reunión incluían una casa en el vecindario Foxhall de Washington D. C., que era propiedad de Lee Lescaze, un yate en Florida y habitaciones de hotel en Pensilvania y Nueva Jersey.[La cita necesitada]
A cada político condenado se le dio un juicio por separado. Durante estos juicios, surgió mucha controversia con respecto a la ética de la Operación Abscam. Muchos abogados que defendían a sus clientes culpables acusaron al FBI de trampa. Cada juez anuló esta afirmación y cada político fue condenado.

## Condenados
De los 31 funcionarios atacados, condenados por soborno y conspiración en 1981 fueron:
- Senador estadounidense Harrison A. Williams (D-NJ)
- Representante estadounidense Frank Thompson (D-NJ)
- Representante estadounidense John Jenrette (D-SC)
- Representante estadounidense Raymond Lederer (D-PA)
- Representante estadounidense Michael "Ozzie" Myers (D-PA)
- Representante estadounidense John M. Murphy (D-NY)
- Representante estadounidense Richard Kelly (R-FL)

Cinco otros oficiales de gobierno estuvieron condenados, incluyendo:
- Alcalde de Camden, New Jersey, Angelo Errichetti (D)
- Presidente del Concejo Municipal de Filadelfia, PA George X. Schwartz (D)
- Concejal de la ciudad de Filadelfia, PA Harry Jannotti (D)
- Concejal de la ciudad de Filadelfia, PA Louis Johanson (D)
- Un inspector del Servicio de Inmigración y Naturalización de EE. UU.

### Angelo Errichetti
Angelo Errichetti, El alcalde de Camden, Nueva Jersey, fue el primer funcionario del gobierno en ser capturado en la Operación Abscam. Errichetti aceptó primero el soborno a cambio de obtener una licencia de casino en Atlantic City para Abdul Enterprises. Luego presentó a Abdul al senador Harrison Williams, quien también mordió el anzuelo. Errichetti también presentó a Michael Myers y Raymond Lederer a la empresa y organizó reuniones para ellos con los agentes encubiertos. También presentó a los "empresarios árabes" a Frank Thompson Jr. A mediados de 1979, Errichetti había organizado reuniones con una lista completa de políticos estatales y federales que estaban dispuestos a participar en la operación. El FBI instaló cámaras de video en una suite de hotel cerca del Aeropuerto Internacional John F. Kennedy de Nueva York para registrar las transacciones entre los agentes encubiertos y Errichetti. Fue declarado culpable de los cargos federales de soborno, por los que cumplió unos tres años de prisión.

### Harrison A. Williams

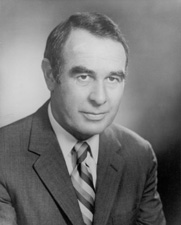
Harrison A. "Pete" Williams

El senador Harrison "Pete" Williams (D-N.J.) Fue acusado formalmente el 30 de octubre de 1980 y condenado el 1 de mayo de 1981 por nueve cargos de soborno y conspiración para usar su cargo para ayudar en empresas comerciales. Williams se reunió repetidamente con los agentes del FBI y llegó a un acuerdo en el que se involucraría en una operación minera de titanio mediante la emisión del 18% de las acciones de la compañía a su abogado, Alexander Feinberg. Williams luego prometió dirigir los contratos del gobierno a la empresa utilizando su puesto en el Senado.
En su juicio, los abogados de Williams argumentaron que el senador en realidad no había sido sobornado porque las acciones de la empresa minera de titanio no tenían valor. Otras defensas que intentaron que se desestimaran los cargos incluyeron que fue víctima de un enjuiciamiento selectivo por parte del Departamento de Justicia porque había apoyado la c andidatura presidencial deTed Kennedy sobre Jimmy Carter en las primarias demócratas. Estas premisas no fueron aceptadas por el jurado, que condenó a Williams después de 28 horas de deliberación el 1 de mayo de 1981. Las apelaciones posteriores hechas por Williams incluyeron argumentos de que un testigo principal de la acusación había cometido perjurio y que Williams había sido víctima de una trampa. Se confirmó el veredicto de culpabilidad y Williams fue condenado a tres años de prisión.
Debido a las condenas, el Comité de Ética del Senado votó a favor de censurar al Senador Williams y presentó una moción para expulsarlo por los cargos de deshonrar al Senado y su "comportamiento éticamente repugnante". Los partidarios de Williams dijeron que la censura era suficiente y que la expulsión era innecesaria. El Senado votó para censurar a Williams, pero antes de que ocurriera la votación sobre su expulsión, el senador Williams renunció a su puesto. En su discurso de renuncia, Williams proclamó su inocencia y argumentó que la investigación de sus actividades fue un grave atentado a los derechos del Senado, y que otros senadores deben tener cuidado con las investigaciones sin control sobre sus actividades por parte de otras ramas del gobierno.
Williams cumplió dos años de su sentencia de tres años en una penitenciaría federal en Newark, Nueva Jersey. Sirvió el resto de su mandato en la casa de rehabilitación de Integrity House, donde se convirtió en miembro de la junta directiva hasta su muerte por cáncer el 17 de noviembre de 2001. También intentó recibir un indulto presidencial del presidente Bill Clinton pero su solicitud fue denegada. Williams fue el primer senador en ser encarcelado en casi 80 años y, si se hubiera aprobado la moción de expulsión, habría sido el primer senador en ser expulsado del Senado desde la Guerra Civil.
El experto en lingüística Roger Shuy está convencido de la inocencia del senador Williams. En una grabación del encuentro de Williams con un agente disfrazado de jeque, "En un momento, el jeque le pasó el soborno directamente a Williams: 'Me gustaría darte ... algo de dinero para la residencia permanente'. Las primeras cuatro palabras de la respuesta de Williams fueron 'No, no, no, no' ". Un memorando de la fiscalía en ese momento decía que no había ningún caso contra Williams, pero el juez, quien en su fallo denunció "el cinismo y la hipocresía de los funcionarios gubernamentales corruptos", lo dejó a un lado. Después del juicio, el jurado principal dijo que si hubiera sabido todos los hechos no habría declarado culpable a Williams.

### Frank Thompson

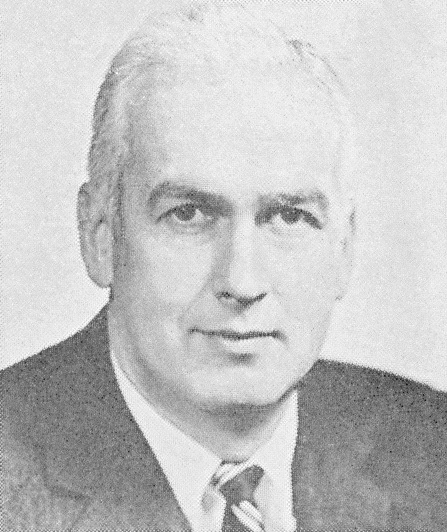
Frank Thompson

Frank Thompson (D-NJ) era un miembro de la Cámara de Trenton, Nueva Jersey, que fue acusado y condenado por aceptar un soborno de un agente del FBI que se hacía pasar por un jeque árabe. A Thompson se le ofreció dinero a cambio de ayudar a los árabes a superar ciertas leyes de inmigración. Muy querido por sus electores, fue el miembro del Congreso con más años de servicio condenado en la Operación Abscam.
Thompson se abstuvo en la votación para expulsar al representante Myers, el primer congresista en ser acusado. Mientras que la mayoría de los políticos renunciaron, Myers fue expulsado de la Cámara, y Williams no renunció hasta que la votación sobre su expulsión estaba a punto de tener lugar. Thompson en sí mismo no fue expulsado de la cámara de Representantes, porque perdió su campaña de reelección en 1980 contra el Republicano Chris Smith, un candidato Republicano relativamente desconocido que en 1978 se había presentado contra Thompson como cordero de sacrificio. Smith ganó las elecciones de 1980 por un margen de 20.000 votos. El 29 de diciembre de 1980, Thompson renunció a su escaño en la Cámara de Representantes de los Estados Unidos. Smith ha representado desde entonces el antiguo distrito de Thompson continuamente hasta el 117.º Congreso de los Estados Unidos.
El 2 de diciembre de 1980, Thompson fue acusado de soborno. Thompson gastó $ 24,000 de los fondos de la campaña para luchar contra los cargos y apelar su condena por trampa. Thompson fue declarado culpable de cargos de soborno y conspiración y cumplió tres años de prisión como sentencia a partir de 1983. Cumplió dos años antes de ser liberado y trabajó como consultor en Washington hasta su muerte en 1989.

### John M. Murphy
Frank Thompson presentó a John Murphy a la operación. Murphy es de Staten Island, Nueva York. Fue presidente del Comité de Marina Mercante y Pesca. Aceptó sobornos monetarios a cambio de sus recursos. La condena de Murphy difirió de la de los otros Congresistas. Su condena estuvo considerada "recibiendo una gratuidad ilegal" en vez de "soborno", sirviendo tres años de prisión solamente por los cargos de conspiración. Murphy no fue filmado tomando los $ 50,000 que la mayoría de los otros participantes se llevaron ese día, sino discutiendo en cinta con el abogado Howard Criden sobre quién recogería el dinero de Murphy por él, que Criden sí recogió en un hotel del aeropuerto John F. Kennedy.

### Richard Kelly
En 1982 la condena de Richard Kelly fue anulada por entrampamiento. Kelly, el único republicano, dijo que solo estaba simulando al involucrarse en el soborno de Abdul Enterprises. Afirmó que estaba llevando a cabo su propia operación lidiando con la corrupción y que el FBI estaba arruinando su propia investigación. Sin embargo, un tribunal de apelaciones confirmó la condena y Kelly cumplió 13 meses en prisión.

### John Jenrette
John Jenrette fue uno de los pocos que dimitió antes de ser expulsado de la Cámara. Durante la operación, un agente encubierto del FBI le preguntó a Jenrette si aceptaba el soborno del jeque. Jenrette respondió: "Tengo hurto en la sangre. Lo tomaría en un maldito minuto".

## También abordado por el FBI

### John Murtha

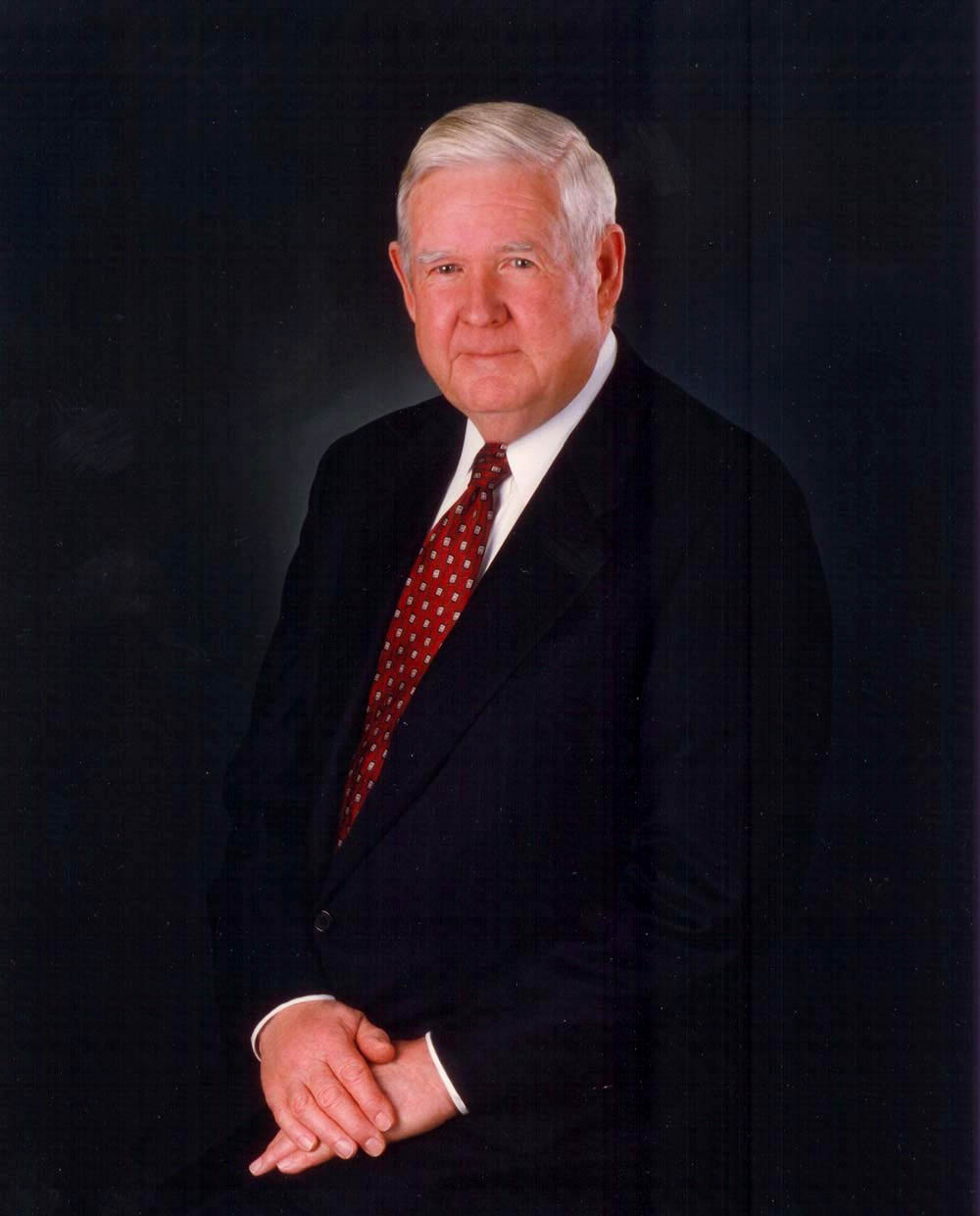
John Murtha

John Murtha (D-PA) fue uno de los congresistas que se negó a aceptar el soborno de los agentes encubiertos. Él también fue grabado en video en su encuentro con agentes encubiertos del FBI. Aunque nunca fue condenado ni procesado, fue nombrado co-conspirador no acusado en el escándalo. Como tal, testificó contra Frank Thompson (D-NJ) y John Murphy (D-NY), los dos congresistas mencionados como participantes en el acuerdo en la misma reunión. Un breve fragmento de la cinta de video muestra a Murtha diciendo "No estoy interesado, lo siento. En este punto ..." en respuesta directa a una oferta de $ 50,000 en efectivo..
En noviembre de 1980, el Departamento de Justicia anunció que Murtha no sería procesado por su participación en el escándalo. La Oficina del Fiscal de los Estados Unidos razonó que la intención de Murtha era obtener inversiones en su distrito. La visualización completa de la cinta muestra a Murtha citando posibles oportunidades de inversión que podrían devolver "500 o 1000" mineros a sus trabajos. En julio de 1981, el Comité de Ética de la Cámara también decidió no presentar cargos contra Murtha luego de una votación mayoritariamente partidaria. La renuncia, ese mismo día, del abogado E. Barrett Prettyman Jr., abogado especial del panel y demócrata, se ha interpretado como un acto de protesta.
Murtha permaneció prominente en el Congreso y fue reelegido por su circunscripción 19 veces en el transcurso de 36 años antes de su muerte el 8 de febrero de 2010.

### Larry Pressler

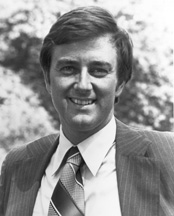
Larry Pressler

El senador Larry Pressler (R-SD) se negó a aceptar el soborno y dijo en ese momento: "Espere un momento, lo que está sugiriendo puede ser ilegal". Inmediatamente informó del incidente al FBI. Cuando le dijeron al senador Pressler que Walter Cronkite se refería a él en las noticias de la noche como un "héroe", dijo: "No me considero un héroe ... ¿a qué hemos llegado si rechazar un soborno es 'heroico'?"

### Bob Guccione
Agentes del FBI también intentaron sobornar a Bob Guccione, editor de Penthouse. Guccione estaba en proceso de construir el Penthouse Boardwalk Hotel and Casino en Atlantic City y necesitaba financiamiento. Guccione estaba asociado con el interés de Abscam en Atlantic City, por lo que Weinberg se acercó a Guccione y le dijo que un jeque árabe quería invertir $ 150 millones en el proyecto del casino, pero solo si el casino había obtenido una licencia de juego. Weinberg quería que Guccione pagara un soborno de $ 300,000 a los funcionarios de juegos de Nueva Jersey para obtener la licencia. Guccione se negó y respondió diciendo "¿Estás loco?" Después de que el escándalo de Abscam salió a la luz, Guccione demandó al gobierno federal pero perdió..

### Joseph A. Maressa
En 1980, el Senador estatal por New Jersey Joseph A. Maressa aceptó $ 10,000 de un grupo de agentes del FBI que formaban parte de la operación encubierta de Abscam. El dinero fue entregado a Maressa para obtener su apoyo en nombre de un jeque árabe ficticio a cambio de los esfuerzos de Maressa para obtener apoyo legislativo para obtener una licencia de juego para un casino en Atlantic City. Maressa justificó aceptar lo que describió como honorarios legales, diciendo que "sentí que sería patriótico tomar parte de este dinero del petróleo de la OPEP y devolverlo a Estados Unidos" Maressa no fue procesado por sus acciones.

## Conclusión
Cuando la investigación se hizo pública a principios de la década de 1980, la controversia ética se centró en el uso de la técnica del "aguijón" y la participación de Weinberg en la selección de objetivos. Aunque Weinberg era un criminal previamente condenado y había estado involucrado en estafas anteriores, evitó una sentencia de prisión de tres años y se le pagó $ 150,000 coincidiendo con la operación. En última instancia, todas las condenas de Abscam fueron confirmadas en apelación, aunque algunos jueces criticaron las tácticas utilizadas por el FBI y las fallas en la supervisión del FBI y el DOJ.
A raíz de Abscam, el fiscal general Benjamin Civiletti emitió "Las Directrices del Fiscal General para las Operaciones Encubiertas del FBI" ("Directrices de Civiletti para operaciones Encubiertas") el 5 de enero de 1981. Estas fueron las primeras Directrices del Fiscal General para las operaciones encubiertas y los procedimientos formalizados necesarios para llevar a cabo operaciones encubiertas para evitar futuras controversias. Tras los informes de prensa iniciales sobre la investigación de Abscam, el Congreso celebró una serie de audiencias para examinar las operaciones encubiertas del FBI y las nuevas Directrices de Civiletti para operaciones Encubiertas. El Subcomité de Derechos Civiles y Constitucionales de la Cámara de Representantes inició audiencias sobre las operaciones encubiertas del FBI en marzo de 1980 emitiendo un informe en abril de 1984. Entre las preocupaciones expresadas durante las audiencias se encuentran la participación de los agentes encubiertos en actividades ilegales, la posibilidad de atrapar a personas, la posibilidad de dañar la reputación de personas inocentes y la oportunidad de socavar los derechos legítimos a la privacidad.
En marzo de 1982, después de que el Senado debatiera una resolución para expulsar al Senador Williams por su conducta en Abscam, el Senado estableció el Comité Selecto para Estudiar Actividades Encubiertas. En diciembre de 1982, el Comité emitió su informe final, que en general apoyaba la técnica encubierta, pero observó que su uso "crea serios riesgos para la propiedad, la privacidad y las libertades civiles de los ciudadanos y puede comprometer la propia aplicación de la ley".
Los documentos del FBI revelados más tarde de conformidad con la Ley de Libertad de Información, que consisten en recortes de periódicos y cartas escritas al FBI, revelaron una respuesta mixta del público estadounidense. Algunos estadounidenses apoyaron al FBI, pero otros argumentaron que Abscam era un escenario de trampa ordenado por un FBI con mentalidad de venganza, que anteriormente había sido afectado por las investigaciones del Congreso sobre actos de violencia de brutalidad policial y abusos generalizados similares. La preocupación del Congreso sobre las operaciones encubiertas persistió, creando numerosas pautas adicionales en los años siguientes:
- The Civiletti Guidelines – 1980–1981
- The Smith Guidelines – 1983
- The Thornburgh Guidelines – 1989
- The Reno Guidelines – 2001

Durante el curso de la operación Abscam, el FBI entregó más de 400.000 dólares en "sobornos" a congresistas e intermediarios.
En su libro, The Dangers of Dissent, el historiador Ivan Greenberg sugiere que la agresiva investigación del FBI sobre la corrupción política podría haber sido una respuesta a los años de críticas que la agencia había recibido de las investigaciones del Congreso: "¿Fue esto [ABSCAM] una venganza por las audiencias del Comité Church? El FBI quería castigar al Congreso por exponer su corrupción pasada ". Greenberg cita como prueba el discurso del director del FBI William Webster en 1980 ante el Colegio de Abogados de Atlanta, en el que Webster afirmó que "en el FBI hemos sido atacados por incidentes y circunstancias pasados. Es bastante comprensible para aquellos en el Congreso que aman su institución, que están tratando de reconstruir su reputación y la confianza del pueblo estadounidense, de tener un encuentro y lidiar con una situación de este tipo, y las emociones se disparan. Tengo la sensación de que el buen sentido del Congreso, similar a las emociones en la Mesa cuando tuvieron sus tiempos, que ahora la gente está diciendo, bueno, esperemos y veamos cuáles son los hechos ... " Sin embargo, Greenberg no proporciona evidencia más allá de esta comparación pública para su alegación.

## En cultura popular

### Películas
- Director francés Louis Malle adaptó la historia de Abscam en un guion cinematográfico titulado Moon Over Miami, con Dan Aykroyd y John Belushi puso para protagonizalisto para protagonizar, con Belushi interpretando una versión ficticia de Weinberg. La muerte de Belushi en marzo de 1982 echó a perder los planes para la película.[39] El guion era coescrito con John Guare, quién también coescribió Atlantic city, , también de Malle, que convertiría el guion no producido en una obra de teatro, Moon Over Miami.
- En la película de 1997 Donnie Brasco, se menciona Abscam.
- La operación Abscam se dramatiza en el largometraje de 2013 American Hustle dirigida por David O. Russell, que recibió diez nominaciones al Premio de la Academia, pero no ganó. La película se describe como una "ficción" en lugar de una adaptación directa. La pantalla de inicio dice: "Algo de esto realmente sucedió".[14][40]

### Televisión
- Saturday Night Live parodió el escándalo en una parodia titulada "The Bel-Airabs" (una parodia de The Beverly Hillbillies), el 9 de febrero de 1980.
- Fridays parodió el escándalo en una parodia titulada "Abscam Camera" (una parodia de Candid Camera).
- El incidente fue mencionado en Seinfeld en el episodio "The Sniffing Accountant".
- Abscam Era también mencionado como un insulto a un agente de FBI en un episodio de Simon & Simon.
- En episodio de Dallas episodio "The Fall of the House of Ewing", un agente del FBI intenta que J.R. Ewingofrezca un soborno a un funcionario del gobierno, sin embargo, JR se da cuenta de la cámara oculta y niega haber querido ofrecer un soborno. El agente encubierto del FBI está molesto y dice: "No entiendo cómo sucedió esto, incluso atrapé a un par de esos tipos de ABSCAM".

### Música
- Prince se refiere a la historia de Abscam en la pista "Annie Christian" de su álbum Controversy de 1981.
- En 1980, el cantante de folk Tom Paxton escribió y grabó la canción "I Thought You Were an Arab" (pronunciado Ay'-rab) en su álbum The Paxton Report.

### Medios impresos
- Una tira de prensa de 1981 en la que Milo Bloom se ve a sí mismo como un senador en juicio lo acusa de (entre muchas cosas) "tomar dinero de agentes del FBI que se hacen pasar por revendedores de camellos árabes". Una tira posterior mostraba a Milo intentando lo mismo cuando trabajaba como reportero para el periódico local, The Beacon, solo para que el senador Bedfellow declarara que sabe que es Milo. Milo afirma que es árabe y mostrará una identificación, pidiéndole a Bedfellow que guarde el dinero del soborno mientras recupera la identificación, solo para que se tome la foto y un título engañoso de "¡Atrapados!" publicado..
- Los cómics de Doonesbury también parodian la investigación; muestran a congresistas que afirman que estaban realizando la operación encubierta para arrestar a agentes del FBI que estaban sobornando a funcionarios electos y que trabajaban para organizaciones extranjeras hostiles a Estados Unidos.[41]